# Marianne Weber
Marianne Schnitger-Weber, de soltera Marianne Schnitger (Oerlinghausen, 2 de agosto de 1870- Heidelberg, 12 de marzo de 1954) fue una socióloga, historiadora del derecho, política y feminista alemana. Centró su trabajo en la investigación sobre la protección jurídica de las mujeres, su independencia económica y educación, como medios para conseguir la igualdad.

## Biografía
Marianne Schnitger era hija del doctor Eduard Schnitger y de Anna Weber, que a su vez era hija de un prominente hombre de negocios de Oerlinghausen, Karl Weber. En el año 1873 después de la muerte de su madre al dar a luz a un nuevo hijo, la familia se mudó a Lemgo donde Marianne fue educada por su abuela y su tía. Entre 1877 y 1886 acudió a la “Töchterschule”, la cual hoy se llama “Marianne-Weber-Gymnasium”. Cuando murió su abuela, Marianne volvió a Oerlingshausen para vivir con su tía Alwine.
El 20 de septiembre de 1893 se casó con Max Weber en Oerlingshausen. La pareja se mudó a Friburgo. A partir de 1894 empezó a formar parte de actividades feministas, en las que se inició por su amistad con la dirigente de la Federación de Asociaciones de Mujeres Alemanas, Gertrud Baümer. Además, trabajó con su marido para aumentar la cuota de las mujeres en las universidades.
En 1897, viviendo en Heidelberg, fundó la asociación “Frauenbildung-Frauenstudium”, en la cual las mujeres recibían clases de historia de la religión e historia del imperialismo, ciencias naturales, ergonomía y ciencias económicas, así como una formación en profesiones artesanales y agrarias.
Los problemas familiares y mentales de su marido afectaron mucho la vida de Marianne Weber. Ya en 1898 Max sufrió un colapso psicológico, que es probable que tuviera su causa en la muerte de su padre, la cual aconteció poco después de que Max expulsara a su padre (déspota y maltratador de su madre) de la casa paterna, donde había estado viviendo durante un tiempo después de su matrimonio. Es así como Max se retiró de la vida pública, entrando y saliendo de instituciones mentales, viajando compulsivamente entre 1898 y 1904, e incluso renunciando a su cátedra en el año 1918, dos años antes de morir.
Durante el viaje a Estados Unidos en 1904, Marianne Weber se reunió con dos feministas y activistas políticas: Jane Addams  y Florence Kelley. En esta época, publicó varios artículos sobre la experiencia de las mujeres y se involucró en las teorías de Charlotte Perkins Gilman. En el año 1907, murió su abuelo Karl, quien dejó a la pareja el dinero suficiente para vivir de forma holgada.
Cuando estalló la Primera Guerra Mundial (1914-1916), Max Weber trabajó como organizador de hospitales militares, como asesor en la negociación de la paz y para la oficina de la recién nacida República de Weimar. 
En 1920, la hermana de Max, Lili, se suicidó. Max y Marianne adoptaron a sus cuatro hijos, y ese mismo año Max Weber murió de neumonía, el 14 de junio, lo que sumió a Marianne en una etapa de fuerte depresión. Esto supuso alejarse de manera provisional de su trabajo intelectual y político. 
En 1921, Marianne Weber volvió a Heidelberg y empezó a publicar algunos ensayos de su marido fallecido. También, comenzó un trabajo biográfico: Max Weber, una biografía, publicado en 1926. Luego de obtener su título de doctorado en 1924, comenzó su carrera de conferenciante, llegando a reunir en alguna conferencia a más de cinco mil personas. Esta carrera se acabó cuando Adolf Hitler disolvió la Federación Alemana de la Organización de las Mujeres, aunque Marianne Weber siguió escribiendo. Publicó en 1935 su libro Las mujeres y el amor (Frauen und die Liebe) y en 1942 La vida plena (Erfülltes Leben). 
Murió en Heidelberg el 12 de marzo de 1954.

## Trayectoria
Por muchos años se conoció a Marianne Weber como esposa de Max Weber, pese a ser una de las primeras mujeres en conseguir un doctorado en Alemania, ser la única mujer del Partido Democrático Alemán (DDP) con un cargo en el parlamento de un Land, y haber contribuido de manera extraordinaria a la recopilación y publicación de la obra de su marido. Pese a ello, prácticamente se desconoce su propia obra sociológica, que apenas ha sido traducida, incluso al inglés. Además, Marianne Weber puede ser considerada como una líder intelectual del movimiento feminista liberal alemán.
Marianne Weber inició su vida pública como intelectual cuando publicó Matrimonio, maternidad y ley (1907), obra a la que siguieron La cuestión del divorcio (1909), La autoridad y la autonomía en el matrimonio (1912), La valoración del trabajo doméstico (1912) y Las mujeres y la cultura objetiva (1913). También, publicó La nueva mujer y El ideal del matrimonio (ambas en 1914), La guerra como un problema ético (1916), Tipos de Cambio de Mujeres Universitarias (1917), Las fuerzas que configuran la vida sexual y Especiales tareas culturales de la mujer (ambas en 1919).
En estas obras, presenta temas como la moral y el matrimonio que habían sido objeto de debate entre la pareja Weber, en unos momentos en los que Max Weber engañaba a su mujer con Else Jaffe, una amiga común.
En 1918, Marianne Weber se hizo miembro del Partido Democrático Alemán y poco tiempo después fue elegida como diputada del parlamento del estado federal de Baden. Desde 1919 hasta 1923, fue la primera presidenta de la “Asociación de las Mujeres Alemanas “ (Bund Deutscher Frauenvereine). En 1924 recibió su doctorado por la Universidad de Heidelberg.

## Obra y pensamiento
Su crítica feminista está basada en su experiencia en el matrimonio y en el trabajo. Su teoría sociológica tiene como punto de partida el estudio de las diferencias entre las mujeres en relación con la clase social, la educación, la edad y la ideología. Luchaba para alcanzar la autonomía de la mujer y defendía la igualdad de la mujer en la educación, en la participación en la vida socioeconómica, y en la aportación de las mujeres a la ciencia y la cultura. Entiende a la familia como esencial para la sociedad y en la cual cada miembro tiene los mismos derechos. Defiende la ética sexual en el matrimonio.
 

Su obra principal Matrimonio, maternidad y ley analiza la historia y la estructura de la institución del matrimonio, además de otros asuntos como los derechos de las mujeres, el punto de partida en la vida matrimonial y familiar, la coeducación y los problemas morales.  Marianne Weber centra su análisis histórico en la ética protestante para explicar la autonomía de las mujeres. Entiende que cada persona (mujer u hombre) es moralmente independiente y tan solo debe rendir cuentas ante Dios:  
“En las comunidades religiosas del Nuevo Mundo animadas por el espíritu puritano, la idea de la igualdad religiosa de la mujer empezó a ser tomada en serio por primera vez... La libertad de conciencia, madre de todos los derechos personales del individuo, estuvo también, del otro lado del océano, en el origen de los derechos de las mujeres” (1912, Marianne Weber)
Otros libros importantes son "Las mujeres y el amor" (Frauen und die Liebe) y su propia autobiografía "Memorias", en la cual define una nueva concepción del matrimonio frente a la tradicional con el ideal de la igualdad moral y jurídica de la mujer como esposa.
Fue amiga del sociólogo George Simmel. Ambos investigaban "la cuestión de la mujer" y la interrelación entre los modos de los géneros individualizados y la diferenciación social de género. Marianne Weber criticó el ensayo de Simmel del año 1911 Lo relativo y lo absoluto del problema de los sexos (The relative and the absolute in the problem of sexes) y el concepto de las relaciones de género en el trabajo de su colega.

## Obras y traducciones selectas[8]
- 1900: Fichte's Sozilismus und sein Verhältnis zur Marx'schen Doktrin, Tübingen, J.cn. Mohr.
- 1905/1919: "Jobs and Marriage", in Frauenlragen und Frauengedankell, Tübingen, JCB. Mohr, pp. 20-37.
- 1907: Ehefrau und Mutter in der ReehIJentwieklung, Tübingen, J.CB. Mohr,
- 1912/1919/1997a: "Authority and Autonomy in Marriage", in "Selections from Marianne Weber's Reflections on Women and Women's Issues", traducido por Elizabeth Kirchen, pp. 27-41. Manuscrito inédito. Originalmente publicado en Frauenfragen und Frauengedanken, Tübingen, JCB. Mohr, pp. 67-79.
- 1912/1919/1997b: "On the Valuation of Housework", in "Selections from Marianne Weber's Reflections on Women and Women's Issues", traducido por Elizabeth Kirchen, pp. 42-58. Manuscrito inédito. Originalmente publicado en Frauenfragen und Frauengedanken, Tübingen, J.CB. Mohr, pp. 80-94.
- 1913/1919: "Women and Objective Culture", in Frauenfragen und Fraluengedanken, Tübingen, J.CB. Mohr, pp. 95-134.
- 1917 /1919 /1997: "Types of Academic Women", in "Selections from Marianne Weber's Reflections on Women and Women's lssues", traducido por Elizabeth Kirchen, pp. 67-73. Manuscrito inédito. Originalmente publicado en Frauenfragen und Fraluengedanken, Tübingen, J.CE. Mohr, pp. 179-201.
- 1918/1919/1997a: "The Forces Shaping Sexual Life", in "Selections from Marianne Weber's Reflections on Women and Women's Issues", traducido por Elizabeth Kirchen, pp. 59-66. Manuscrito medito. Originalmente publicado en Frauenfragen und Fraluengedanken, Tübingen, J.CB. Mohr, pp. 202-237.
- 1918/1919/1997b: "Women's Special Cultural Taslks ", In "Selections from Marianne Weber's Reflections on Women and Women's Issues", traducido por Elizabeth Kirchen, pp. 1-26. Manuscrito inédito. Originalmente publicado en Frauenfragen und Fraluengedanken, Tübingen, J.CB. Mohr, pp. 238-261.
- 1919: " Frauenfragen und Fraluengedanken", Tübingen,J.CE. Mohr.
- 1926/1975/1995: Max Weber: A Biography, traducida al inglés por Harry Zohn, New York, Wiley. Traducida al español como Biografía de Max Weber por Maria Antonia Neira Bigorra, México, Fondo de Cultura Económica: 652 p.
- 1929: Die Idee del Ehe und die EheJcheidtlllg, Frankfurt, Frankfurter Societats-Druckerie, Abteilung Buchverlag,
- 1930: Die ldeale del' CeJcNechtergemeinJchaft, Berlín, FA. Herbig.
- 1935: Frauen und Liebe, Koonigestein in Taunus, K.B. Langewissche.
- 1948: Lebensetinnerungen. Bremen, J. Storm.